# Tetraria
Tetraria es un género de plantas herbáceas de la familia de las ciperáceas. Comprende 88 especies descritas y de estas, solo 55 aceptadas.

## Taxonomía
El género fue descrito por Ambroise Marie François Joseph Palisot de Beauvois y publicado en Mem. Cl. Sci. Math. Inst. Natl. France 13(2)(1812): 54. 1816. La especie tipo es: Tetraria thuarii P. Beauv.

## Especies seleccionadas
- Tetraria angustifolia
- Tetraria aristata
- Tetraria arundinacea
- Tetraria australiensis
- Tetraria autumnalis[3]